# کاستیدفلس
کاستیدفلس (به اسپانیایی: Castelldefels) یک شهرستان در اسپانیا است که در استان بارسلون واقع شده‌است.

## خصوصیات
کاستیدفلس ۱۲٫۹ کیلومترمربع مساحت و ۶۲٬۰۸۰ نفر جمعیت دارد و ۳ متر بالاتر از سطح دریا واقع شده‌است.